# 凱文·基斯納
凱文·基斯納（英語：Kevin Kisner；1984年2月15日—）是一位美國高爾夫球運動員。他出生在南加利福尼亞州愛肯，畢業於喬治亞大學。他曾經三次進入PGA巡迴賽賽事的附加賽。